# Rio Gorganu (Braşov)
O Rio Gorganu é um rio da Romênia, afluente do Canalul Timiş, localizado no distrito de Braşov.